# 天津市农业科学院
天津市农业科学院，简称天津农科院，位于天津市南开区白堤路268号，成立于1979年，是位于天津的一家农业科研机构，主办学术期刊《保鲜与加工期刊》和《天津农业科学期刊》。

## 历史
1979年，天津市农业科学院成立。1995年5月，侯锋离开天津农业科学院原课题组，成立天津市黄瓜研究所。
2001年，天津市农业科学院以天津市黄瓜研究所和天津市蔬菜研究所的全部经营性资产为基础，发起成立了天津科润农业科技股份有限公司。

## 机构设置
天津市农业科学院拥有：
- 国家重点实验室1个：蔬菜种质创新国家重点实验室[2]。
- 国家工程技术研究中心1个：国家农产品保鲜工程技术研究中心（天津）
- 农业农村部重点实验室1个
- 天津市重点实验室4个
- 天津市工程技术研究中心10个

## 知名人物
- 侯锋，中国工程院院士，天津市黄瓜研究所创始人、天津市农业科学院名誉院长[3]。